# Ormond (Neuseeland)
Ormond, manchmal auch Ormond Valley genannt, ist eine kleine Siedlung im Gisborne District auf der Nordinsel von Neuseeland.

## Geographie
Die Siedlung befindet sich rund 14 km nordwestlich des Stadtzentrums von Gisborne im Tal des Waipaoa River. Durch Ormond führt der New Zealand State Highway 2, der die Siedlung auf direktem Weg mit Gisborne verbindet.